# تابع پلی‌لگاریتمیک
با پلیلگاریتم اشتباه نشود
یک تابع پلیلگاریتمیک در n یک چندجمله‌ای در لگاریتم n است
{\displaystyle a_{k}\log ^{k}(n)+\cdots +a_{1}\log(n)+a_{0}.\,}
در علوم رایانه توابع پلیلگاریتمیک در ترتیب حافظهٔ استفاده شده توسط الگوریتم‌ها دیده می‌شود. (برای مثال: این ترتیب پلیلگاریتمیک دارد)
تمام توابع پلیلگاریتمیک به صورت زیر هستند:
{\displaystyle P_{\ell }(x)=o(x^{\varepsilon })\,}
برای هر توان ε > ۰ (برای معنی این سمبل نماد O بزرگ را مطالعه کنید) یک تابع پلیلگاریتمیک کندتر از هر هر توان مثبتی رشد می‌کند، این نتیجه اساس نماد O نرم است.